# Grammy Award for Best Rap Performance by a Duo or Group
Der Grammy Award for Best Rap Performance by a Duo or Group, auf Deutsch „Grammy-Award für die beste Rap-Darbietung eines Duos oder einer Gruppe“, ist ein Musikpreis, der im Zeitraum von 1991 bis 2011 bei den jährlich stattfindenden Grammy Awards verliehen wurde. Ausgezeichnet wurden Gruppen oder Duette von Künstlern für herausragende Songs, auf denen gerappt wird, also vornehmlich Lieder aus dem Genre der Hip-Hop-Musik. Seit 2012 gehört der Preis zur Kategorie Best Rap Performance.

## Hintergrund und Geschichte

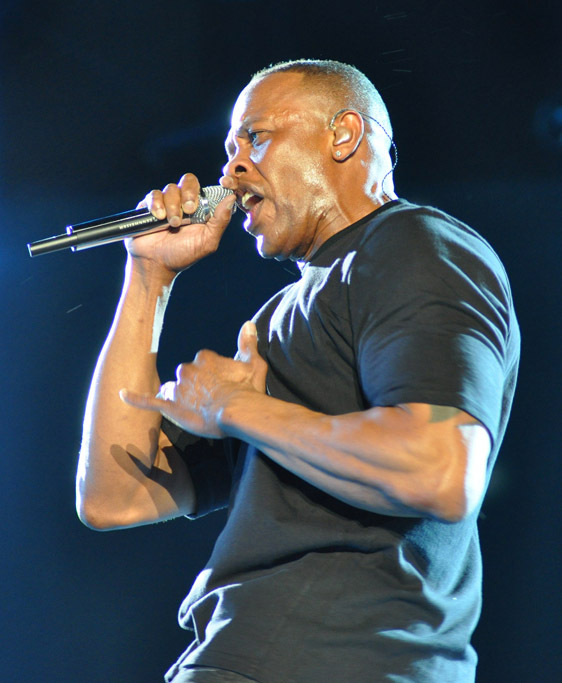
Dr. Dre wurde mit achtmal am häufigsten nominiert und gehört mit zwei Gewinnen auch zu den erfolgreichsten Künstlern in dieser Kategorie.

Die seit 1958 verliehenen Grammy Awards (eigentlich Grammophone Awards) werden jährlich in zahlreichen Kategorien von der National Academy of Recording Arts and Sciences (NARAS) in den Vereinigten Staaten vergeben, um künstlerische Leistung, technische Kompetenz und hervorragende Gesamtleistung ohne Rücksicht auf die Album-Verkäufe oder Chart-Position zu ehren.
Im Jahr 1991 wurde der seit 1989 verliehene Grammy Award for Best Rap Performance in die Kategorien Best Rap Solo Performance und Best Rap Performance by a Duo or Group aufgeteilt. Entsprechend der Kategorienbeschreibung konnten Interpreten den Preis für Rapsongs erhalten, die neu aufgenommen wurden oder im Auszeichnungszeitraum bekannt wurden. Vergeben wurde die Auszeichnung nach den Regularien für Darbietungen (Singles/Lieder) von Musikgruppen und Duetten aus dem Bereich der Hip-Hop-Musik.
Im Zuge einer Umstrukturierung der Grammy Awards wurde die Kategorie 2012 wieder mit der Auszeichnung für Best Rap Solo Performance zum Grammy Award for Best Rap Performance zusammengelegt, um die Anzahl der Preise zu reduzieren.

## Statistik
Alle Gewinner des Awards stammen aus den Vereinigten Staaten.
Mit je zwei Auszeichnungen sind Dr. Dre, Eminem, Kanye West, Krayzie Bone (einmal mit seiner Gruppe Bone Thugs-n-Harmony), Jay-Z, OutKast, Sean Combs und die Gruppe The Black Eyed Peas die erfolgreichsten Künstler in dieser Kategorie. Mit acht Nominierungen wurde Dr. Dre am meisten für den Award vorgeschlagen, gefolgt von Sean Combs, Jay-Z und Big Boi, mit je sieben Nominierungen. Der Rapper Ludacris wurde viermal nominiert, gewann jedoch nie.

## Gewinner und nominierte Künstler
| Jahr                  | Interpret                                                                      | Nationalität       | Werk                                      | Weitere nominierte Künstler | Bilder der Ausgezeichneten (exemplarisch) |
| --------------------- | ------------------------------------------------------------------------------ | ------------------ | ----------------------------------------- | --- | ----------------------------------------- |
| 1991 20. Februar 1991 | Big Daddy Kane, Ice-T, Kool Moe Dee, Melle Mel, Quincy D. III und Quincy Jones | Vereinigte Staaten | Back on the Block                         | - Digital Underground – The Humpty Dance - DJ Jazzy Jeff & The Fresh Prince – And in this Corner... - Public Enemy – Fear of a Black Planet - West Coast Rap All-Stars – We’re All in the Same Gang                                           | Big Daddy Kane, 2013                      |
| 1992 26. Februar 1992 | DJ Jazzy Jeff & The Fresh Prince                                               | Vereinigte Staaten | Summertime                                | - Heavy D & The Boyz – Now That We Found Love - Naughty by Nature – O.P.P. - Public Enemy – Apocalypse 91 – The Enemy Strikes Back - Salt ’n’ Pepa – Let’s Talk About Sex                                                                     | Will Smith, 2010                          |
| 1993 24. Februar 1993 | Arrested Development                                                           | Vereinigte Staaten | Tennessee                                 | - Beastie Boys – Check Your Head - House of Pain – Jump Around - Kris Kross – Jump - Public Enemy – Greatest Misses | Arrested Development, 2006                |
| 1994 1. März 1994     | Digable Planets                                                                | Vereinigte Staaten | Rebirth of Slick (Cool Like Dat)          | - Arrested Development – Revolution - Cypress Hill – Insane in the Brain - Dr. Dre und Snoop Doggy Dogg – Nuthin’ but a ‘G’ Thang - Naughty by Nature – Hip Hop Hooray                                                                        | Digable Planets, 2010                     |
| 1995 1. März 1995     | Salt ’n’ Pepa                                                                  | Vereinigte Staaten | None of Your Business                     | - Arrested Development – Ease My Mind - Cypress Hill – I Ain’t Goin’ Out Like That - Heavy D & The Boyz – Nuttin’ But Love - Warren G und Nate Dogg – Regulate                                                                                | Salt ’n’ Pepa, 2013                       |
| 1996 28. Februar 1996 | Mary J. Blige und Method Man                                                   | Vereinigte Staaten | I’ll Be There for You / You’re All I Need | - Bone Thugs-n-Harmony – 1st of tha Month - Cypress Hill – Throw Your Set in the Air - Naughty by Nature – Feel Me Flow - Tha Dogg Pound – What Would U Do?                                                                                   | Mary J. Blige, 2007                       |
| 1997 26. Februar 1997 | Bone Thugs-n-Harmony                                                           | Vereinigte Staaten | Tha Crossroads                            | - Salt ’n’ Pepa – Champagne - A Tribe Called Quest – 1nce Again - 2Pac, Dr. Dre und Roger Troutman – California Love - 2Pac und K-Ci & JoJo – How Do U Want It                                                                                | Bone Thugs-n-Harmony, 2010                |
| 1998 25. Februar 1998 | Puff Daddy, Faith Evans und 112                                                | Vereinigte Staaten | I’ll Be Missing You                       | - Puff Daddy und Mase – Can’t Nobody Hold Me Down - Wyclef Jean, Celia Cruz und Jeni Fujita – Guantanamera - Lil’ Kim, Da Brat, Lisa Lopes und Missy Elliott – Not Tonight - The Notorious B.I.G., Puff Daddy und Mase – Mo Money Mo Problems | Puff Daddy, 2006                          |
| 1999 24. Februar 1999 | Beastie Boys                                                                   | Vereinigte Staaten | Intergalactic                             | - Jermaine Dupri und Jay-Z – Money Ain’t a Thang - Lord Tariq und Peter Gunz – Deja Vu (Uptown Baby) - OutKast – Rosa Parks - Pras, Ol’ Dirty Bastard und Mýa – Ghetto Supastar (That Is What You Are)                                        | Beastie Boys                              |
| 2000 23. Februar 2000 | The Roots und Erykah Badu                                                      | Vereinigte Staaten | You Got Me                                | - Busta Rhymes und Janet Jackson – What’s It Gonna Be?! - Puff Daddy und R. Kelly – Satisfy You - Dr. Dre und Snoop Dogg – Still D.R.E. - Eminem und Dr. Dre – Guilty Conscience                                                              | The Roots, 2007                           |
| 2001 21. Februar 2001 | Dr. Dre und Eminem                                                             | Vereinigte Staaten | Forgot About Dre                          | - Beastie Boys – Alive - De La Soul und Redman – Oooh - Dr. Dre und Snoop Dogg – The Next Episode - Jay-Z und UGK – Big Pimpin’ | Dr. Dre, 2008                             |
| 2002 27. Februar 2002 | OutKast                                                                        | Vereinigte Staaten | Ms. Jackson                               | - Gorillaz und Del Tha Funkee Homosapien – Clint Eastwood - Ja Rule und Vita – Put It on Me - Jay-Z, Beanie Sigel und Memphis Bleek – Change the Game - P. Diddy, Black Rob und Mark Curry – Bad Boy for Life                                 | OutKast, 2001                             |
| 2003 23. Februar 2003 | OutKast und Killer Mike                                                        | Vereinigte Staaten | The Whole World                           | - AZ und Nas – The Essence - Big Tymers – Still Fly - Busta Rhymes, P. Diddy und Pharrell – Pass the Courvoisier Part II - Cam’ron und Juelz Santana – Oh Boy                                                                                 | OutKast, 2014                             |
| 2004 8. Februar 2004  | P. Diddy, Murphy Lee und Nelly                                                 | Vereinigte Staaten | Shake Ya Tailfeather                      | - Missy Elliott und Ludacris – Gossip Folks - Lil’ Kim und 50 Cent – Magic Stick - Juelz Santana und Cam’ron – Dipset (Santana’s Town) - Young Gunz – Can’t Stop, Won’t Stop                                                                  | P. Diddy, 2010                            |
| 2005 13. Februar 2005 | The Black Eyed Peas                                                            | Vereinigte Staaten | Let’s Get It Started                      | - Beastie Boys – Ch-Check It Out - The Roots – Don’t Say Nuthin’ - Snoop Dogg und Pharrell – Drop It Like It’s Hot - Terror Squad – Lean Back                                                                                                 | The Black Eyed Peas, 2006                 |
| 2006 8. Februar 2006  | The Black Eyed Peas                                                            | Vereinigte Staaten | Don’t Phunk with My Heart                 | - Common und The Last Poets – The Corner - Eminem, Dr. Dre und 50 Cent – Encore - The Game und 50 Cent – Hate It or Love It - Ying Yang Twins – Wait (The Whisper Song)                                                                       | The Black Eyed Peas, 2009                 |
| 2007 11. Februar 2007 | Chamillionaire und Krayzie Bone                                                | Vereinigte Staaten | Ridin’                                    | - Ludacris, Field Mob und Jamie Foxx – Georgia - Nelly, Paul Wall und Ali & Gipp – Grillz - OutKast – Mighty ’O’ - The Roots – Don’t Feel Right                                                                                               | Chamillionaire, 2008                      |
| 2008 10. Februar 2008 | Common und Kanye West                                                          | Vereinigte Staaten | Southside                                 | - Fat Joe und Lil Wayne – Make It Rain - Shop Boyz – Party Like a Rockstar - UGK und OutKast – Int’l Players Anthem (I Choose You) - Kanye West, Nas und KRS-One – Better Than I’ve Ever Been                                                 | Common, 2008                              |
| 2009 8. Februar 2009  | T.I., Jay-Z, Kanye West und Lil Wayne                                          | Vereinigte Staaten | Swagga Like Us                            | - Big Boi, Raekwon und André 3000 – Royal Flush - Lil Wayne und Jay-Z – Mr. Carter - Ludacris und T.I. – Wish You Would - Young Jeezy und Kanye West – Put On                                                                                 | T.I., 2008                                |
| 2010 31. Januar 2010  | Eminem, Dr. Dre und 50 Cent                                                    | Vereinigte Staaten | Crack a Bottle                            | - Beastie Boys und Nas – Too Many Rappers - Fabolous und Jay-Z – Money Goes, Honey Stay - Kid Cudi, Kanye West und Common – Make Her Say - Kanye West und Young Jeezy – Amazing                                                               | Eminem, 2009                              |
| 2011 13. Februar 2011 | Jay-Z und Swizz Beatz                                                          | Vereinigte Staaten | On to the Next One                        | - Big Boi und Cutty – Shutterbugg - Drake, T.I. und Swizz Beatz – Fancy - Ludacris und Nicki Minaj – My Chick Bad - Young Jeezy und Plies – Lose My Mind                                                                                      | Jay-Z, 2011                               |